# Алёшина, Ольга Павловна
Ольга Павловна Алёшина (19 марта 1911 — 11 февраля 1984) — советский архитектор, дочь архитектора Павла Федотовича Алёшина.

## Биография
Родилась 19 марта 1911 года в Киеве в семье Павла Федотовича и Ольги Федоровны Алёшиных. Однако согласно официальным документам советских времён Ольга Алёшина родилась в Санкт-Петербурге 19 марта 1914 года. В 1929—1934 годах училась в Киевском инженерно-строительном институте.
В 1935—1937 годах работала на должности архитектора архитектурно-проектной мастерской, в 1937—1941 годах и 1946—1952 годах — архитектор, старший архитектор, руководитель группы министерства судостроительной промышленности.
Участница Великой Отечественной войны, награждена медалями: «За отвагу», «За боевые заслуги», «За победу над Германией» и другими.
В 1944—1945 годах — начальник отдела кадров Академии архитектуры и спецчасти, в 1946—1952 годах руководила группой министерства судостроительной промышленности, в 1952—1953 годах работала начальником отдела руководства проектными организациями горкома КП Украины, в 1953—1964 годах была главным архитектором проекта института «Укрниипроект», в 1964—1965 годах — начальник отдела гражданского строительства института «Укргидронефть», в 1965—1974 годах была главным архитектором архитектурно-планировочной мастерской, в 1983—1984 годах занимала должность инспектора Союза архитекторов Украины.
Умерла 11 февраля 1984 года. Похоронена в Киеве на Лукьяновском кладбище рядом с отцом (участок № 15, ряд 3, место 54).

## Архитектурная деятельность
В 1936 году занималась построением и реконструкцией здания Института физики в Киеве, а также в соавторстве разработала проект жилого дома Наркомзема по улице Франко. В 1946 году совместно с архитектором Геккером спроектировала жилой дом на 70 квартир завода № 300, площадь Урицкого. В последующие три года также спроектировала ремесленное училище, клуб-столовую, общежитие и админздание завода № 300 (последний проект не был осуществлен). В 1960—1962 в соавторстве с архитектором К. Ф. Ежовой разработала проект комплекса Академгородка с жилым массивом в Октябрьском районе.
Помимо работы в Киеве, занималась проектами Комсомольской площади в Донецке, Парка культуры и отдыха в Горловке (проект 1954 года, построен в 1955—1957 годах), общественного центра в Александрии (1960) и административного здания Миннефтепрома в Москве (проект 1971 года, построен в 1973 году).